# Fujiwara no Tadafusa
Fujiwara no Tadafusa (藤原忠房; IX secolo – 928) è stato un poeta giapponese waka del medio periodo Heian.
Era un membro del ramo Fujiwara Kyōke del clan Fujiwara. Il suo nome è incluso nell'elenco antologico Chūko Sanjūrokkasen.

## Biografia
Era il pronipote di Fujiwara no Tsuguhiko, nipote di Fujiwara no Maro, che fu uno dei fondatori del ramo. Sua madre era la figlia del principe Sadamoto e sua moglie era la figlia di Fujiwara no Takatsune.
Come cortigiano ha svolto varie funzioni all'interno di Konoefu, così come kurōdo, kokushi della provincia di Harima, funzionario della provincia di Ōmi, tra gli altri. Nel 922 fu nominato governatore della provincia di Yamato, nel 925 promosso a jushii e governatore della provincia di Yamashiro e nel 927 ukyō Daibu .
Come musicista fu molto coinvolto nel gagaku (musica antica della corte imperiale giapponese) e succedette al padre nella pratica del biwa (liuto giapponese) nonché nelle attività relative alla danza e al canto cerimoniale e nella musica orchestrale per cortigiani.
Si esibisce per il principe Atsumi in diverse competizioni di gagaku dove crea nuove modalità come il Kochōraku (胡蝶楽, "danza della farfalla") e l'Engiraku (延喜楽, "danza di Engi ") che derivano da komagaku , una variante che utilizza solo strumenti a fiato e percussioni.

## Opera poetica
Come poeta waka, partecipò a circoli poetici patrocinati dall'imperatore Daigo e partecipò a diversi utaawase (gare di waka) nel 906 e nel 921. Una stretta amicizia lo lega al poeta Ki no Tsurayuki. Diciassette delle sue poesie sono incluse nelle antologie imperiali Kokinwakashū, Gosen Wakashū e Shūi Wakashū.